# بوكيمون هيروز
بوكيمون هيروز (باليابانية: 劇場版ポケットモンスター 水の都の護神 ラティアスとラティオス)، (كان يُسمى سابقًا بوكيمون هيروز: الفيلم )، هو فيلم رسوم متحركة ياباني صدر عام 2002 من إخراج كونيهيكو يوياما وكتابة هيديكي سونودا. تم إنتاجه بواسطة شركة OLM، Inc. وتوزيعه بواسطة توهو، وهو الفيلم الخامس في سلسلة بوكيمون.
الفيلم من بطولة طاقم التمثيل التلفزيوني العادي ريكا ماتسوموتو، يوجي أويدا، مايومي إيزوكا، ميجومي هاياشيبارا، شين إيشيرو ميكي وإيكو أوتاني.
تم إنتاج النسخة الإنجليزية من الفيلم بواسطة 4Kids Entertainment وتوزيعها بواسطة Miramax Films.
تم عرض الفيلم لأول مرة في اليابان في 13 يوليو 2002.، في الولايات المتحدة في 16 مايو 2003. يشارك في بطولة هذه النسخة طاقم التمثيل التلفزيوني المعتاد فيرونيكا تايلور وإريك ستيوارت وراشيل ليليس ومادي بلاوستين.
حقق الفيلم 27 مليون دولار أمريكي في اليابان و756,381 دولار أمريكي في الولايات المتحدة، ليصبح الفيلم الأقل ربحًا في سلسلة بوكيمون.

## القصة
يسافر آش وميستي وبروك إلى مدينة ألتو ماري ويواجهون الجاسوسين الغامضين آني وأوكلي، اللذان يسعيان إلى استخدام بوكيمون الحارس لاتياس ولاتيوس لتشغيل سلاح خارق. تدور أحداث الفيلم خلال الموسم الخامس من أنمي بوكيمون.

## روابط خارجية
- بوكيمون هيروز على موقع IMDb (الإنجليزية)
- بوكيمون هيروز على موقع ميتاكريتيك (الإنجليزية)
- بوكيمون هيروز على موقع روتن توميتوز (الإنجليزية)
- بوكيمون هيروز على موقع نتفليكس (الإنجليزية)
- بوكيمون هيروز على موقع ألو سيني (الفرنسية)
- بوكيمون هيروز على موقع Turner Classic Movies (الإنجليزية)
- بوكيمون هيروز على موقع أول موفي (الإنجليزية)
- بوكيمون هيروز على موقع بوكس أوفيس موجو (الإنجليزية)
- بوكيمون هيروز على موقع فيلمافينيتي (الإسبانية)
- بوكيمون هيروز على موقع قاعدة بيانات الفيلم (الإنجليزية)